# Codonyat

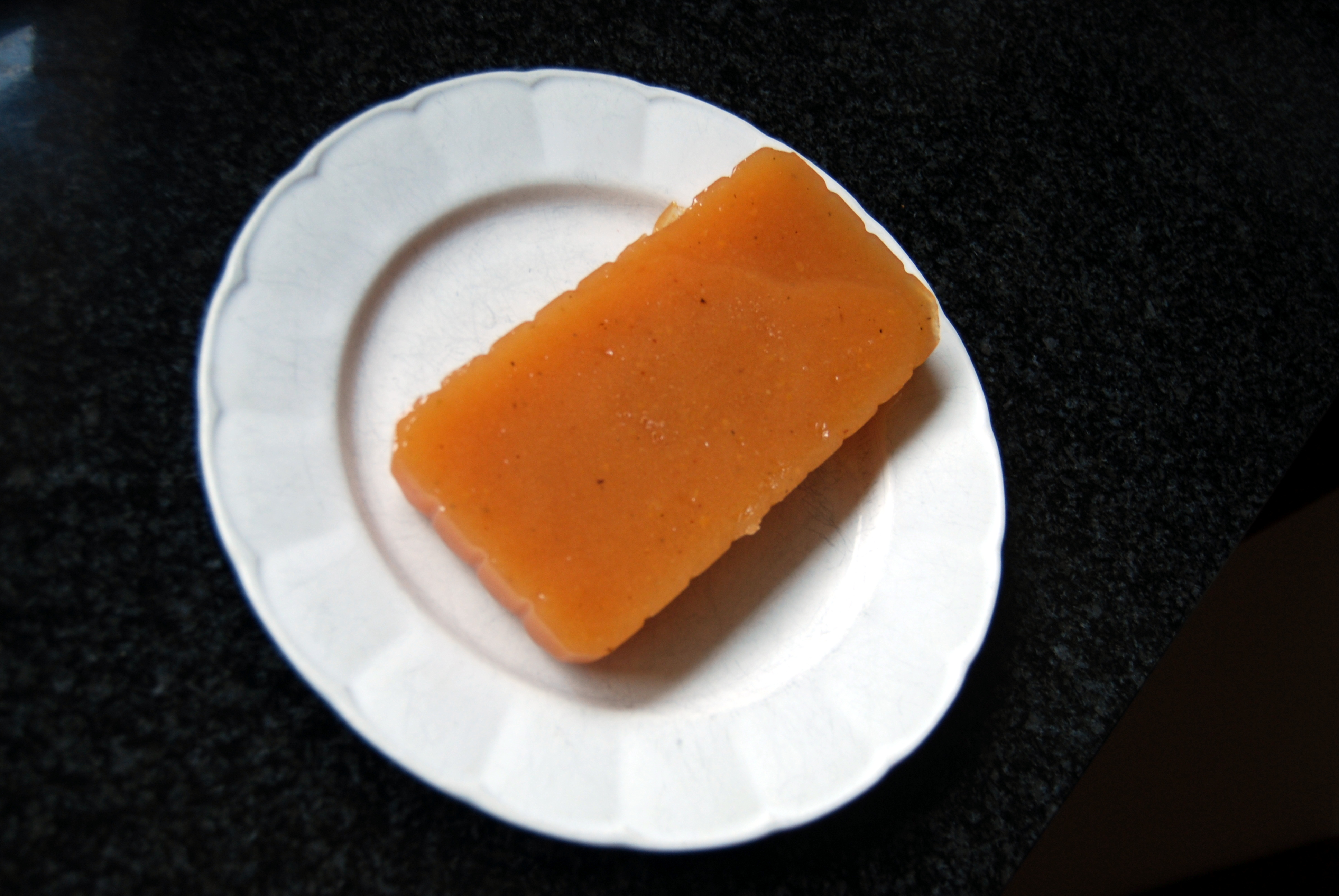
Codonyat.

El codonyat és una confitura dolça i tova feta a partir del codony que es pot menjar sola, amb formatge o amb galetes. També se sol barrejar amb iogurt.

## Elaboració
Els codonys es pelen, es tallen, se'ls treu el pinyol i es mesclen a parts iguals amb sucre. Tot seguit es couen sense parar de remenar, fins que la barreja és homogènia i agafa el color i la textura desitjats.
Finalment, es treu del foc i amb una espàtula es posa en un recipient (plat, safata, etc.), en el qual es deixa reposar perquè s'endureixi.

## Receptes tradicionals
Ingredients:
- 2 kg de codonys, es renten, es deixa la pela i es treu el cor
- 2 kg d sucre
- 2 vasos d'aigua

Preparació:
Es posa una olla gran al foc sense tapa amb 2 vasos d'aigua i el sucre, que es vagi desfent.
Es tallen els codonys a làmines i s'afegeixen a l'olla, quan arrenqui el bull, es remena una vegada i s'abaixa el foc, que faci xup-xup lentament. Així el tindrem entre una hora i hora i quart, depenent del color que ens agradi (més clar o més vermellós o més fosc).
Es treu del foc i es tritura, tot seguit s'introdueix en els motlles corresponents.

## Documents
- 1561. Lluís del Milà. Libro intitulado El Cortesano.[8]
- 1575. Onofre Pou Cellers. Thesaurus puerilis.[9]
- 1703. Rector de Vallfogona. La armonia del Parnàs.[10]